# King Push – Darkest Before Dawn: The Prelude
King Push – Darkest Before Dawn: The Prelude é o segundo álbum de estúdio do rapper americano Pusha T. Foi lançado em 18 de dezembro de 2015, pela GOOD Music e Def Jam Recordings . O álbum foi apoiado por três singles : "Untouchable", "MFTR" com The-Dream e "Crutches, Crosses, Caskets". O álbum conta com participações de The-Dream, Kanye West, A$AP Rocky, Ab-Liva, Beanie Sigel, Kehlani e Jill Scott, e com produção de Kanye West, J. Cole, Timbaland., Q-Tip, Hudson Mohawke e Puff Daddy, entre outros.
Serve como prelúdio para seu terceiro álbum solo, Daytona (originalmente intitulado King Push ), que foi lançado em 25 de maio de 2018. o álbum recebeu ampla aclamação da crítica, que elogiou muito seu lirismo único e produção experimental.

## Antecedentes
Em abril de 2013, na entrevista ao AskMen ; Pusha T revelou que após o lançamento de seu álbum de estreia, estaria terminando seu segundo álbum, intitulado King Push .
Em julho de 2014, na entrevista ao XXL ; quando fpo questionado sobre seus planos para seu próximo álbum King Push, ele disse: “Este próximo álbum é como uma proclamação pesada para mim. Eu disse às pessoas no ano passado que eu tinha o ‘Álbum do Ano’. E eu senti que sim. Eu realmente sinto que King Push tem que corresponder à mesma expectativa do hip-hop… Meu objetivo é sempre ter o ‘Álbum de rap do ano’.” 

## Lançamento e promoção
Em 19 de novembro de 2014, Pusha T lançou o single promocional, intitulado "Lunch Money"; que foi produzido por Kanye West . Em dezembro de 2014, Pusha T anunciou seu segundo álbum King Push, para lançamento na primavera de 2015. Em maio do mesmo ano, ele anunciou que seu segundo álbum seria lançado em junho. Em novembro, Pusha T revelou que lançaria um álbum, antes de seu tão aguardado projeto King Push e que seu álbum King Push - Darkest Before Dawn - The Prelude seria lançado em 18 de dezembro

## Músicas
Em 12 de novembro de 2015, Pusha T lançou uma música, intitulada "Untouchable", como primeiro single do álbum.

Em 8 de dezembro do mesmo ano, Pusha T lançou outra musica intitulada "M.F.T.R" como o segundo single.

E em 11 de dezembro lança "Crutches, Crosses, Caskets" como terceiro single.
| N.º            | Título                                            | Compositor(es)                                       | Producer(s)                                                                   | Duração |  |
| 1.             | "Intro"                                           |                                                      | Metro Boomin Sean "Puff Daddy" Combs G Koop [a]                               |         |  |
| 2.             | "Untouchable"                                     |                                                      | Timbaland Milli Beatz                                                         |         |  |
| 3.             | "M.F.T.R. (com The-Dream)"                        | Terrence Thornton Leland Wayne Robert Mandell        | Boi-1da Frank Dukes Hudson Mohawke [a] The-Dream [a]                          |         |  |
| 4.             | "Crutches, Crosses, Caskets"                      | Thornton Nashiem Myrick Donald Davidson Dwight Grant | Puff Daddy Mario Winans Sean C & LV [a] Honorable C.N.O.T.E. [a] Yung Dev [a] |         |  |
| 5.             | "M.P.A. (com Kanye West, A$AP Rocky e The-Dream)" |                                                      | West Pope J. Cole [a]                                                         |         |  |
| 6.             | "Got Em Covered (com Ab-Liva)"                    |                                                      | Timbaland Milli Beatz                                                         |         |  |
| 7.             | "Keep Dealing (com Beanie Sigel)"                 | Thornton Rico Love Bobby Barrett                     | Puff Daddy Myrick Davidson                                                    |         |  |
| 8.             | "Retribution (com Kehlani)"                       |                                                      | Timbaland Deafh Beats                                                         |         |  |
| 9.             | "F.I.F.A."                                        | Thornton Mosley Salii Shawn Carter Ricardo Thomas    | Q-Tip                                                                         |         |  |
| 10.            | "Sunshine (com Jill Scott)"                       |                                                      | Baauer West Mano                                                              |         |  |
| Duração total: | Duração total:                                    | Duração total:                                       | Duração total:                                                                | 33:13   |  |

Notas
- ↑[a] significa um produtor adicional.
- "Intro" apresenta vocais adicionais de Lee Sanchez e G Koop .

Créditos de amostra
- "Intro" contém uma amostra de uma faixa de referência feita para o álbum Yeezus de Kanye West intitulada "No More Games", interpretada por Chantal Kreviazuk .
- "Untouchable" contém uma amostra de "Think BIG" interpretada por The Notorious BIG, escrita por Christopher Wallace .
- "MPA" contém uma amostra de "Konklusjon" interpretada por Good News, escrita por Finn Pedersen.
- "Got Em Covered" contém uma interpolação de "Squeeze 1st" interpretada e escrita por Shawn Carter e Ricardo Thomas .
- "FIFA" contém uma amostra de "Tout Au Pas" interpretada por Jean-Philippe Goude .
- "Sunshine" contém uma interpolação de "Workin' My Way" interpretada por Alexander, escrita por Gianfranco Reverberi, Claudio Ghiglino e Susan Duncan-Smith.

## Gráficos
| Tabeça (2015)                           | Posição topo |
| --------------------------------------- | ------------ |
| Reino Unido (UK R&B Albums Chart)       | 16           |
| Estados Unidos (Billboard 200)          | 20           |
| Estados Unidos (Top R&B/Hip Hop Albums) | 3            |

| Tabela (2016)                         | Posição |
| ------------------------------------- | ------- |
| US Top R&B/Hip-Hop Albums (Billboard) | 48      |